# Константин Поменов
Константин Ангелов Поменов или Помянов (изписване до 1945 година: Константинъ Ангеловъ Помѣновъ) е български политик, публицист и юрист от края на XIX век. Първоначално членува в Прогресивнолибералната, а по-късно преминава в Народнолибералната партия.

## Биография
Поменов е роден в град Прилеп на 5 май 1850 година. Син е на Ангеле Поменов – Чауша, беден терзия (шивач). Учи в родния си град при Йордан Хаджиконстантинов Джинот в 1859 – 1860 година, а в 1861 – 1864 е ученик и прислужник на учителя Васил Алексиев. От 1864 година става ученик и помощник-преподавател на Кузман Шапкарев, който го описва като „най-острийт и най-духовитийт не само между прилепските тогашни ученици, но и между всички, които през 30-годишното ми в разни места учителствувание съм имал“. С негова помощ през 1865 година Поменов успява да се запише като стипендиант в шестокласната гимназия на Йоаким Груев в Пловдив, където учи в следващите три години. Между 1868 и 1869 година е учител и читалищен деец в Пловдив, а в края на 1869 година и в Одрин. През 1869 година е временен дописник на вестник „Македония“. През 1870 година завършва гимназия в Табор, Австро-Унгария, и гимназия в Прага между 1872 и 1874 година с финансовата подкрепа на Евлоги Георгиев. Започва да следва философия в Прага, но се прехвърля във Виена, където завършва право през 1877 година като стипендиант на Добродетелната дружина. Става помощник секретар във Виенския съд през 1878 година.
След освобождението на Княжество България е депутат в Учредителното народно събрание през 1879 година като делегат на българското дружество „Напредък“ във Виена. Участва в изработването на Търновската конституция. Поменов е неин докладчик пред събранието. През 1880 година живее във Франция и Италия. В 1881 година защитава докторат в Хайделберг, Германия, след което е член на Апелативния съд в София. Същата година заедно с Димитър Македонски, Димитър К. Оклев, Георги Разлогов основава Българомакедонското благотворително дружество в София, чиято цел е да помага на бедните ученици от Македония и да се отвори българско педагогическо училище в Македония. През 1882 година работи като адвокат.
Редактор и собственик на вестник „Светлина“ (1882/83). Избран е за депутат в III ОНС, а след това е министър на правосъдието в правителството на Драган Цанков от 1 (12) януари 1884 година до 29 юни (11 юли) 1884 година и по-късно в правителството на Стефан Стамболов от 19 ноември (1 декември) 1893 до 19 (31) май 1894 година). След подаването на оставката си работи като съдия и адвокат.
През декември 1895 година е делегат от Свищовското македонско дружество на Втория конгрес на Македонската организация. Делегат е и на Третия конгрес от 3 до 11 ноември 1896 година от Оряховското дружество.
През периода 1902 – 1903 година е български дипломатически агент във Виена.
Умира в 1913 година. Баща е на дипломата Светослав Поменов.

## Памет
На Константин Помянов е наречена улица в квартал „Драгалевци“ в София (Карта).

## Родословие
|  |  |  |  |  |  |  |  |  |  |  |  |  |  |  |  | Ангел Поменов                    |                                  |                                  |                                  |                                  |                                  |  |  |                              |                              |                              |                              |                              |                              |  |  |                             |                             |                             |                             |                             |                             |  |  |  |  |  |  |
|  |  |  |  |  |  |  |  |  |  |  |  |  |  |  |  |                                  |                                  |                                  |                                  |                                  |                                  |  |  |                              |                              |                              |                              |                              |                              |  |  |                             |                             |                             |                             |                             |                             |  |  |  |  |  |  |
|  |  |  |  |  |  |  |  |  |  |  |  |  |  |  |  | Константин Поменов (1850 – 1913) | Константин Поменов (1850 – 1913) | Константин Поменов (1850 – 1913) | Константин Поменов (1850 – 1913) | Константин Поменов (1850 – 1913) | Константин Поменов (1850 – 1913) |  |  | Иван Поменов                 | Иван Поменов                 | Иван Поменов                 | Иван Поменов                 | Иван Поменов                 | Иван Поменов                 |  |  |                             |                             |                             |                             |                             |                             |  |  |  |  |  |  |
|  |  |  |  |  |  |  |  |  |  |  |  |  |  |  |  | Константин Поменов (1850 – 1913) | Константин Поменов (1850 – 1913) | Константин Поменов (1850 – 1913) | Константин Поменов (1850 – 1913) | Константин Поменов (1850 – 1913) | Константин Поменов (1850 – 1913) |  |  | Иван Поменов                 | Иван Поменов                 | Иван Поменов                 | Иван Поменов                 | Иван Поменов                 | Иван Поменов                 |  |  |                             |                             |                             |                             |                             |                             |  |  |  |  |  |  |
|  |  |  |  |  |  |  |  |  |  |  |  |  |  |  |  | Светослав Поменов (1887 – 1945)  | Светослав Поменов (1887 – 1945)  | Светослав Поменов (1887 – 1945)  | Светослав Поменов (1887 – 1945)  | Светослав Поменов (1887 – 1945)  | Светослав Поменов (1887 – 1945)  |  |  | Райна Ковачева (1880 – 1967) | Райна Ковачева (1880 – 1967) | Райна Ковачева (1880 – 1967) | Райна Ковачева (1880 – 1967) | Райна Ковачева (1880 – 1967) | Райна Ковачева (1880 – 1967) |  |  | Антон Ковачев (1877 – 1931) | Антон Ковачев (1877 – 1931) | Антон Ковачев (1877 – 1931) | Антон Ковачев (1877 – 1931) | Антон Ковачев (1877 – 1931) | Антон Ковачев (1877 – 1931) |  |  |  |  |  |  |
|  |  |  |  |  |  |  |  |  |  |  |  |  |  |  |  | Светослав Поменов (1887 – 1945)  | Светослав Поменов (1887 – 1945)  | Светослав Поменов (1887 – 1945)  | Светослав Поменов (1887 – 1945)  | Светослав Поменов (1887 – 1945)  | Светослав Поменов (1887 – 1945)  |  |  | Райна Ковачева (1880 – 1967) | Райна Ковачева (1880 – 1967) | Райна Ковачева (1880 – 1967) | Райна Ковачева (1880 – 1967) | Райна Ковачева (1880 – 1967) | Райна Ковачева (1880 – 1967) |  |  | Антон Ковачев (1877 – 1931) | Антон Ковачев (1877 – 1931) | Антон Ковачев (1877 – 1931) | Антон Ковачев (1877 – 1931) | Антон Ковачев (1877 – 1931) | Антон Ковачев (1877 – 1931) |  |  |  |  |  |  |